# Sleeper (band)
Sleeper is een Britpopband uit Londen die in eerste instantie actief was van 1993 tot 1998. De band bestond oorspronkelijk uit Louise Wener (zang, gitaar), Jon Stewart (gitaar), Diid Osman (bas), en Andy Maclure (drums).

## Geschiedenis

### De eerste drie albums
Jon Stewart en Louise Wener ontmoetten elkaar in 1987 op de Universiteit van Manchester; ze speelden in diverse bands (o.a. de jazzformatie Lime Street Blues Band) en verhuisden na hun afstuderen naar Londen in de hoop dat ze daar optredens konden krijgen. De overige leden, Diid Osman en Andy Maclure, werden gevonden via een advertentie in het tijdschrift Melody Maker. De interesse van de platenmaatschappijen werd gewekt door een neprecensie van de NME die Wener met knip en plakwerk in elkaar had gezet.
In 1993 kwamen hun eerste drie ep's uit en toerde Sleeper als voorprogramma van Blur waardoor de band tot de Britpopbeweging werd gerekend. De grote successen speelden zich met name in het Verenigd Koninkrijk af. Hits waren onder meer Inbetweener, What Do I Do Know?,  Sale of the Century, Nice Guy Eddie, en Statuesque. Speciaal voor de soundtrack van de film Trainspotting coverde Sleeper de band het nummer Atomic van Blondie. In 1997 verscheen het derde album van de band; Pleased to Meet You werd matig ontvangen (ondanks een top 10-notering en een zilveren status) omdat de Britpop toen over z'n hoogtepunt heen was. Na een laatste Britse tournee viel het doek voor Sleeper.

### Na de breuk
- Louise Wener en Andy Maclure begonnen een nieuw project met commerciëlere nummers waaraan niemand minder dan George Michael een gastbijdrage leverde. De opnamen werden nooit afgemaakt en Wener ging boeken schrijven. Tussen 2001 en 2008 bracht ze vier romans uit. Ook was ze te zien in de Britpopdocumentaire Live Forever. Daarna ging Wener weer in een band - Huge Advantage - spelen.
- Jon Stewart verhuisde naar Los Angeles; hij speelde in de band UFO Bros en speelde mee op albums van kd lang en Mel C. Na zijn terugkeer in het Verenigd Koninkrijk ging Stewart lezingen geven aan de British and Irish Modern Music Institute (in het bijzijn van o.a. Kate Walsh en bandleden van The Kooks en The Ordinary Boys) en columns schrijven voor het blad The Guitarist.
- Diid Osman speelde mee op nummers van de band Dubstar, werd artiestenmanager en begon een punkrock-karaoke-project met BBC-dj Steve Lamacq.

### Reünie
In de zomer van 2017 ging Sleeper na bijna twintig jaar weer op tournee met de nieuwe bassist Kieron Pepper; onder de noemer Star Shaped Festival speelden ze samen met collega-Britpopbands Space, Dodgy en The Bluetones in Birmingham, Londen, Manchester en Glasgow. In 2018 volgde een tweede tournee en kondigde de band aan een nieuw album op te nemen met producer Stephen Street. The Modern Age werd voorafgegaan door de single Look At You Now en verscheen in 2019 en werd

## Discografie
Albums:
- 1995 - Smart
- 1996 - The it Girl
- 1997 - Pleased to Meet You
- 2007 - Greatest Hits